# 小林肇
小林 肇（こばやし はじめ、1925年（大正14年）10月27日 - ）は、日本の歴史学者、郷土史家。

## 略歴
現在の佐賀県鳥栖市に生まれる。1945年佐賀師範学校卒業、1952年日本大学法文学部人文地理学科卒業。
佐賀大学教育学部附属中学校教諭、佐賀県立佐賀西高等学校教諭、佐賀県立鳥栖高等学校教諭を経て西九州大学名誉教授。
1984年(昭和59年)4月1日　鳥栖市が公募する「鳥栖市民憲章」で最優秀賞を受賞し採用された。鳥栖市役所前にその市民憲章を彫った石碑が建っている。

## 主な論文
・田代売薬〔対馬田代領〕の史的研究
・対馬領田代売薬の史的研究(第4報)領域経済と田代売薬の創業
・対馬領田代売薬の史的研究-第5報-宝歴・天明期における田代売薬

## 著書
- 『対馬領田代売薬史』私家版1960
- 『肥前売薬行商圏の成立過程』私家版1971
- 『佐賀県配置家庭薬の成立過程と現状』私家版1985
- 『対馬亮田代売薬発達史』私家版1999